# チャガ語
チャガ語（チャガご）は、バントゥー語群に属する方言連続体である。話者はタンザニア、キリマンジャロ山の南側に居住するチャガ族の人々である。

## 言語名別称
- チャガ諸語
- Chaga
- Chagga
- Kichaga
- Kichagga

## 下位分類
チャガ語に属する言語を示す。
- 西キリマンジャロ語（英語版）
  - マチャメ語（Machame）
  - ルワ語（Rwa）
  - Siha
  - Kiwoso, incl. Kindi, Kombo, Mweka
  - Masama
  - Ng’uni
- 中央キリマンジャロ語（英語版）
  - ヴンジョ語（Vunjo）
  - Mochi
  - Mbokomu
  - Uru
- ロンボ語（Rombo）
  - Useri, Kiseri
  - Mashati
  - Mkuu
  - Keni
- Rusa language (Arusha-Chini)
- カヘ語（英語版）（Kahe）
- グウェノ語（英語版）（Gweno）

### その他の分類
エスノローグの第17版では、以下の分類となっている。
- Chaga (E.61)
  - Rwa 【rwk】 - 90,000人
- Chaga (E.62)
  - Machame 【jmc】 - 300,000人
  - Mochi 【old】 - 597,000人
  - Rombo 【rof】 - ?
  - Vunjo 【vun】 - 300,000人
- Chaga (E.64)
  - Kahe 【hka】 - 2,700人
- Chaga (E.65)
  - Gweno 【gwe】 - 2,200人